# Daraya (Syrie)
Pour les articles homonymes, voir Daraya.
Daraya ou Darayya (داريا en arabe) est une ville syrienne qui appartient au gouvernorat de Rif Dimashq. Darayya est située à une dizaine de kilomètres au sud-ouest du centre de Damas à une altitude de 689 mètres. La population est de 75 134 habitants en 2007, faisant de Darayya la dix-neuvième ville la plus peuplée du pays. Le patriarche Grégoire III Laham, chef spirituel de l'Église grecque-catholique melkite, y est né le 15 décembre 1933, sous le nom de Lotfy Laham.
Daraya peut aussi être considéré comme une banlieue de Damas. 
C'est l'une des plus anciennes villes de Syrie, qui serait l'endroit où l'apôtre Paul vécut sa conversion alors en chemin pour Damas. 

## Mouvement pacifiste
Lors du printemps de Damas, et sous l'influence d'un imam éclairé, Abdel Akram al-Saqqa, adepte de non-violence et disciple de Jawdat Saïd, les habitants de Daraya organisent dans les années 2000, malgré la dictature Baasiste, des associations, écoles et lieux de dialogues. C'est le mouvement pacifiste des « Daraya Chabab » (les jeunes de Daraya) qui en est à l'origine. De nombreux membres sont surveillés par les services de renseignements, intimidés, arrêtés, emprisonnés à plusieurs reprises, les centres culturels fermés et les matériels saisis,,,.

## Guerre civile syrienne

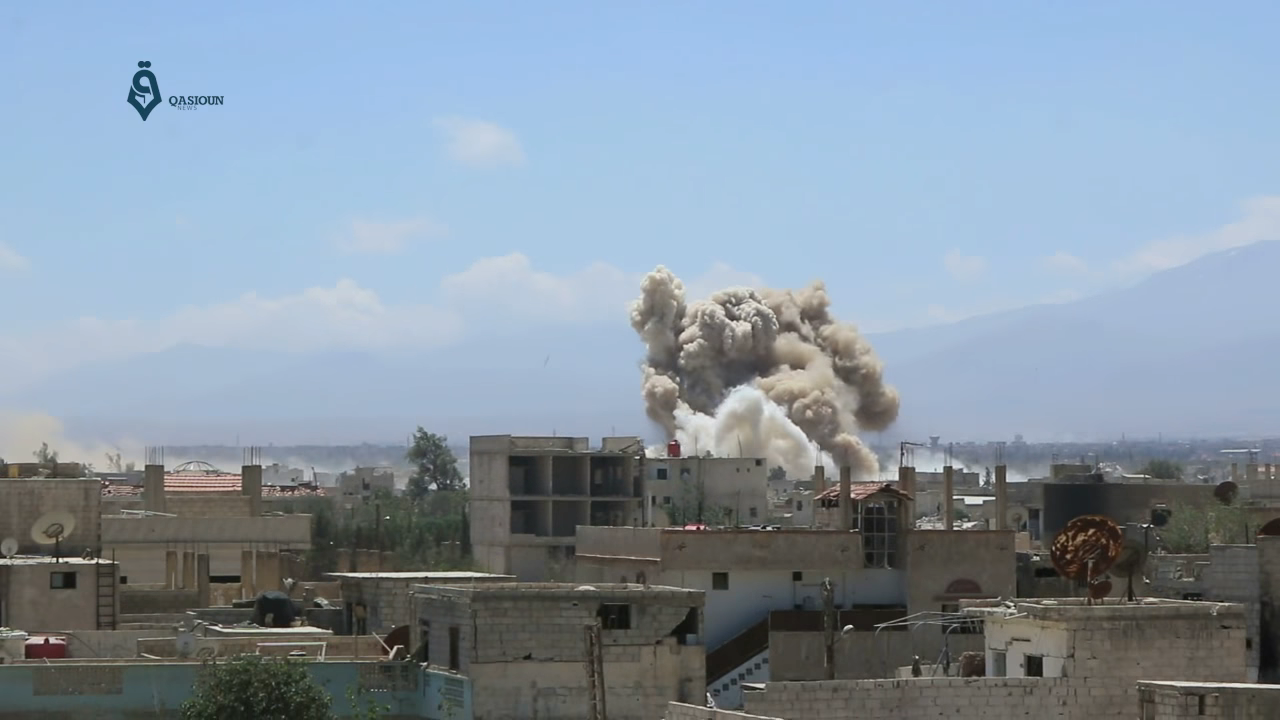
Bombardement de Darayya, 17 juin 2016.

### Arrestations et disparitions forcées
Lors du printemps arabe, la ville de Daraya se soulève, des manifestations y ont régulièrement lieu, réprimées par le régime. De nombreux opposants du mouvement pacifiste syrien y seront arrêtés, parmi lesquels Abdel Akram al-Saqqa, Yahia Shurbaji, Ghyiath Matar, Amina Khoulani, Mohammad Shehadeh, Nabil Sharbaji, ainsi que nombre de leurs proches, pour certains toujours portés disparus,,.
Selon un collectif des « prisonniers de Daraya », 2 000 autres habitants ont également été arrêtés par le régime depuis 2011 et sont depuis portés disparus. Parmi ces derniers, au moins 1 000 auraient été torturés à mort ou exécutés.

### Massacre de Daraya
À la fin du mois d'août 2012, dans le contexte de la guerre civile de Syrie, des reportages montrent que des forces armées ont tué six cents à 700 habitants dans une offensive, d'abord aérienne, puis terrestre contre la ville de Daraya. Cet assaut des forces gouvernementales est nommé massacre de Daraya,.

### Siège de Daraya
En 2016, au terme du siège de Daraya, la ville est détruite et vidée de sa population,. 
Au moins 2 388 habitants de Daraya trouvent la mort entre mars 2011 et début 2016 selon le Centre de documentation du Conseil de la ville,.

## Personnalités originaires de Daraya
- Yusra et Sarah Mardini
- Abdel Akram al-Saqqa
- Yahia Shurbaji
- Ghyiath Matar
- Amina Khoulani
- Nabil Sharbaji

- Kholoud Waleed
- Majd Izzat al-Chourbaji